# Rebecka Lazić
Rebecka Lazic (* 24. September 1994 in Lenhovda, Schweden) ist eine schwedische Volleyballspielerin.

## Karriere
Lazic spielte bis 2012 in der schwedischen Liga bei VBK/RIG Falköping. Außerdem gehört sie seit 2010 zur A-Nationalmannschaft. 2012 wechselte die Außenangreiferin zum französischen Erstligisten RC Cannes. Dort spielte sie wie in der Nationalmannschaft gemeinsam mit ihrer Zwillingsschwester Alexandra. 2013 und 2014 gewann der Verein jeweils das Double aus Meisterschaft und Pokal. In der Saison 2014/15 spielte Lazic beim deutschen Bundesligisten Rote Raben Vilsbiburg. Im Sommer 2015 wechselte Lazic nach Südtirol zu Neruda Volley.